# Protection (album)
Protection is het negende studioalbum van de Amerikaanse punkband Face to Face. Het werd uitgegeven op 4 maart 2016 door Fat Wreck Chords en is daarmee het eerste album van de band op Fat Wreck Chords in twintig jaar.
Het album is opgenomen bij The Blasting Room in Fort Collins, Colorado en geproduceerd door Bill Stevenson en Jason Livermore.

## Nummers
1. "Bent But Not broken" - 2:30
2. "I Won't Say I'm Sorry" - 3:27
3. "Double Crossed" - 2:49
4. "See If I Care" - 3:25
5. "Say What You Want" - 2:52
6. "Protection" - 2:57
7. "Fourteen Fifty-Nine" - 2:59
8. "It Almost All Went Wrong" - 2:57
9. "Keep Your Chin Up" - 3:35
10. "Middling Around" - 3:00
11. "And So It Goes" - 3:38

## Band
- Trever Keith - zang, gitaar
- Scott Shiflett - basgitaar, achtergrondzang
- Dennis Hill - gitaar, achtergrondzang
- Danny Thompson - drums, achtergrondzang